# Zakerana mysorensis
Espèce
Synonymes
- Rana limnocharis mysorensis Rao, 1922
- Fejervarya mysorensis (Rao, 1922)

Statut de conservation UICN

 DD  : Données insuffisantes
Zakerana mysorensis est une espèce d'amphibiens de la famille des Dicroglossidae.

## Répartition
Cette espèce est endémique de l'État du Karnataka en Inde. Elle se rencontre dans le district de Shimoga entre 1 200 et 1 500 m d'altitude dans les Ghâts occidentaux.

## Taxinomie
La validité de ce taxon n'est pas certaine.

## Étymologie
Son nom d'espèce, composé de mysor[e] et du suffixe latin -ensis, « qui vit dans, qui habite », lui a été donné en référence au lieu de sa découverte, le royaume de Mysore correspondant à l’actuel État du Karnataka.

## Publication originale
- Rao, 1922 : Notes on Batrachia. Journal of the Bombay Natural History Society, vol. 28, p. 439–447 (texte intégral).